# Асаф ха-Рофе
Асаф ха-Рофе (ивр. אסף הרופא‎ Асаф-врач, также известный как ивр. אסף היהודי‎ Асаф-еврей и Асаф бен-Берехия) — исторический еврейский лекарь, упомянутый в древнееврейском медицинском тексте «Сефер Рефуот» (букв. «Книга медицины»). Некоторые считают, что он был византийским евреем и первым из известных еврейских писателей-медиков. Вместе с тем он является довольно неопределенной фигурой, которую, как некоторые предполагают, можно отождествить с легендарным мистическим визирем Асифом ибн Бархия из арабского фольклора, связанным с Царём Соломоном. Ученые, поддерживающие историчность Асафа, предполагают, что он мог жить где-то между III и VII веками нашей эры, возможно, в Византийской Палестине или Месопотамии. Однако сам текст, из которого известен Асаф, помещает его, по всей видимости, между Гиппократом и Педанием Диоскоридом, что с точки зрения хронологии подразумевает, что он, возможно, жил в промежутке между V веком до н. э. и I веком н. э., хотя это очень сомнительно. «Сефер Рефуот», единственный известный исторический еврейский текст, в котором упоминается Асаф (и который он, возможно, написал или в который внес свой вклад), является самым ранним известным еврейским медицинским трудом и, таким образом, имеет большое историческое значение. «Клятва Асафа», найденная в тексте, напоминает клятву Гиппократа и давалась студентами-медиками по окончании учёбы.